# 가우스 (단위)
가우스(gauss, 기호 G)는 자기장(B)의 CGS 단위이다. 1936년 독일의 수학자이자 물리학자인 카를 프리드리히 가우스의 이름을 땄다.  1 가우스는 1 제곱센티미터의 단면에 1 맥스웰의 자기 선속이 통과하는 자기장이다.
1932년 이전까지는 가우스가 현재는 에르스텟으로 불리는 자기장의 세기를 나타내는 단위로도 쓰였었다. 이 용어 변경은 자기유도와 자기장의 세기를 구분하기 위해 도입되었다.
국제단위계에서 자기장의 단위는 테슬라이며, 1 가우스는 10-4 테슬라와 같다.
1 T = 10 000 G.

## 같이 보기
- 테슬라 (단위)
- CGS 단위계
- 가우스단위계